# Al-Fayez
La Casa de Fayez ( árabe : الفايز o, coloquialmente: Al-Fayez, Alfayez, Al Fayez, Al Faiz, Al Fayiz) es una noble familia jordana de jeques que encabeza el principal clan jordano Bani Sakher . La influencia y la prominencia de la familia en la región alcanzaron su punto máximo bajo Fendi Al-Fayez, quien dirigió a la familia en la década de 1840 y gradualmente se convirtió en el líder de todo Bani Sakher. Fendi gobernaría gran parte de Jordania y Palestina, incluidos los antiguos reinos de Moab y Amón, y partes de la actual Arabia Saudita hasta finales de la década de 1860, cuando una serie de batallas con el Imperio Otomano redujeron los recursos de la familia y reclamaron una parte de su propiedad. valores en cartera. Después de Fendi, su joven hijo Sattam lideró a la tribu en un esfuerzo por cultivar las tierras y vivir un estilo de vida más sedentario, luego bajo Mithqal Alfayez como poder político permanente en la Jordania moderna. La familia era la propietaria más grande de tierras en Jordania y poseía porciones de la Palestina moderna, y Mithqal era el propietario más grande de tierras privadas en el reino en 1922. La familia Al-Fayez participa activamente en la política jordana y árabe y actualmente está encabezada por el ex primer ministro Faisal Al-Fayez .

## Historia
La familia Al-Fayez proviene de la tribu Bani Sakher que se originó en la tribu árabe Banu Tayy, que a su vez se originó en los qahtanitas en Yemen, y los Bani Sakher se mencionaron por primera vez en el texto en el siglo XV d. C. El nombre Fayez proviene del antepasado de la casa, Fayez bin Fadel Al-Tayy. Fayez se deriva de la palabra árabe Fa'iz, que significa "victorioso" en árabe. La tribu Bani Sakher se separó de los Banu Tayy durante ese tiempo cuando emigraron al norte hasta la actual Jordania, y luego los Fayez se distinguieron después de múltiples líderes familiares exitosos. Finalmente, el linaje Fayez Al-Tayy se hizo distinguido.
La familia se separó brevemente en 1879 cuando Emir Fendi murió de una enfermedad cuando regresaba de Naplusa. Durante ese tiempo, la mitad de sus ocho hijos restantes se aliaron con la tribu Adwan que eran los adversarios de Bani Sakher, y la otra mitad bajo Sheikh Satm se alió con la tribu Anazah . En mayo de 1881, Sheikh Satm murió en una pelea con Adwan, y esto llevó a Sattam bin Fendi a unir a la tribu en septiembre de 1881 para recuperar parte del poder que tenía su padre antes de que lo mataran. Los dos años de Fendi cuando era niño fueron un gran momento para él, pero no estuvieron a la altura del nivel de emoción que experimentó cuando era más joven.

### siglo 18
En 1742, el jeque Qa'dan Al-Fayez, el progenitor de la rama Qa'dan de la familia Al-Fayez y nieto de Fayez Al-Tay, fue invitado a apoyar al estado otomano en el asedio de Tiberíades. Aunque el asedio fue un fracaso, los Beni Sakher recibieron una invitación de As'ad Pasha al-Azm para escoltar a las caravanas Hajj. En 1757, el estado otomano no pagó a los Beni Sakher por sus servicios, esto, junto con la sequía de 1756, llevó a la infame incursión en 1757 dirigida por Qa'dan. Las bajas de la incursión fueron decenas de miles, incluidos Musa Pasha y la hermana del sultán.

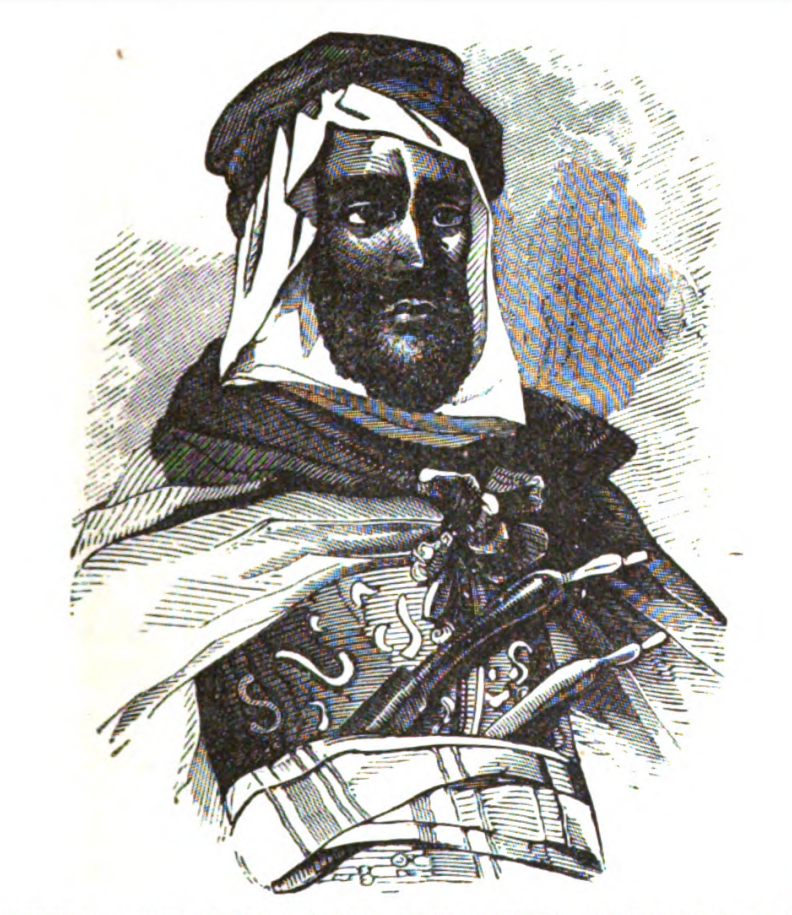
Príncipe Fendi Al-Fayez en la década de 1870

### Siglo 19
En 1820, Fendi Al-Fayez lideró la batalla por primera vez y, a mediados de siglo, era el jeque supremo y venerado en toda Arabia.

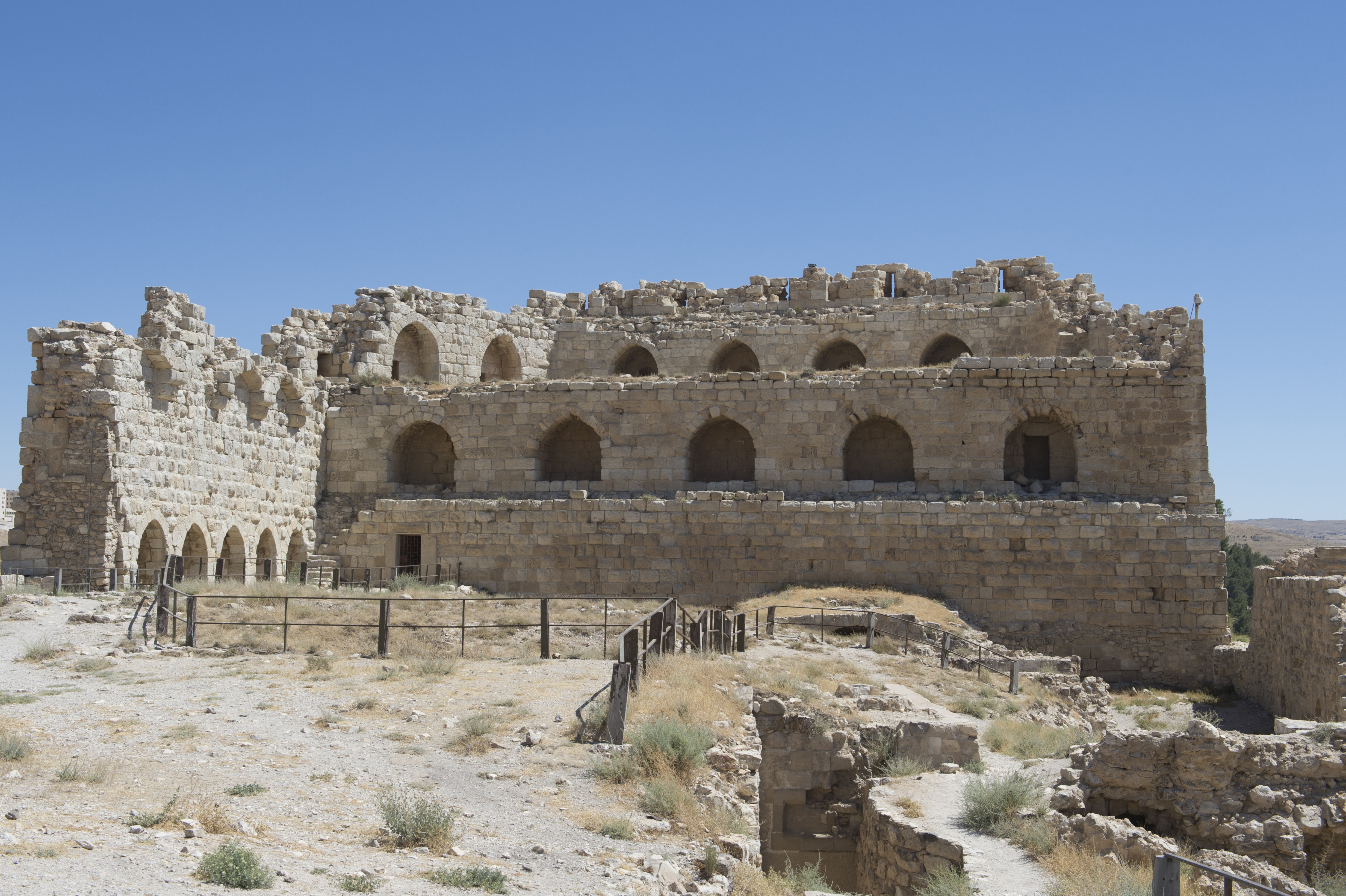
El castillo de Kerak que fue asediado por Shleish Al Bakhit Al Fayez

Uno de los conflictos más famosos que tuvieron fue contra la familia Majalli en 1863 y fue documentado por el explorador italiano Carlo Claudio Camillo Guarmani en su libro Northern Nejd. Los aldeanos de Al Tafilah, que estaban sujetos a Mohammad Al-Majalli y le pagaban tributos anuales, estaban descontentos con la reciente negligencia de los Majalis en la protección de los aldeanos. Los aldeanos de Tafilah fueron reunidos por Abdullah Al-Huara, el jefe de Tafilah, y acordaron renunciar al vasallaje y reemplazar el tributo con un regalo anual como homenaje. El jefe de Al-Majalli no estaba contento con este arreglo y estaba listo para obligar a Tafilah a volver a ser su vasallo, pero Bani Sakher encabezado por Fendi lo detuvo. Fendi envió a Shleesh Al-Bakhit Al-Fayez para asegurar el contrato entre ellos, y ambas partes se comprometieron a evitar el derramamiento de sangre.

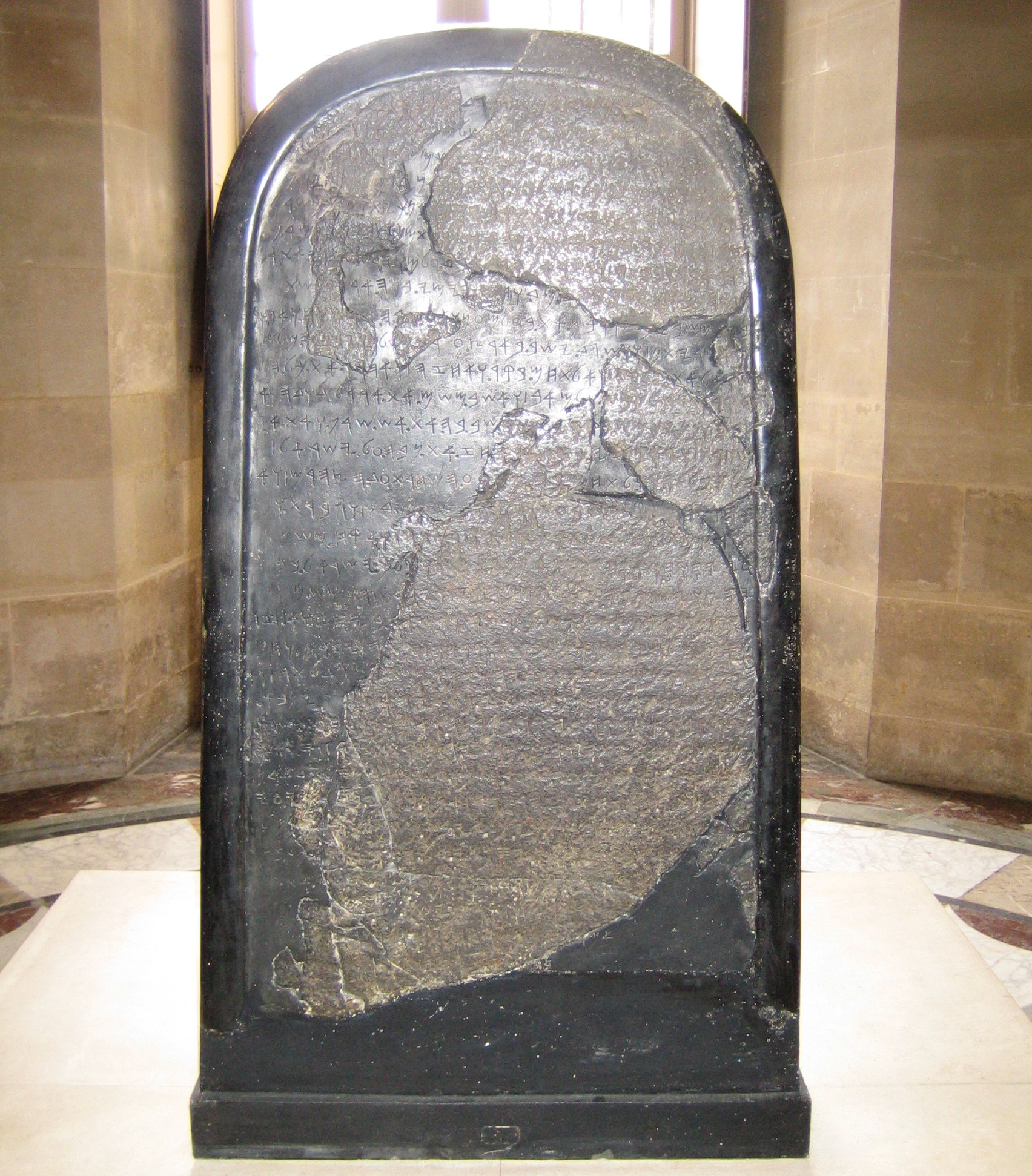
La Piedra Moabita, revelada por primera vez al mundo occidental por Sattam bin Fendi

En enero de 1864, Al-Majalli nuevamente decidió atacar Tafilah, pero esta vez, Fendi decidió contraatacar. Shleesh Al-Bakhit dirigió un ataque contra Qoblan Al-Mkheisen, quien fue designado por Al-Majalli para monitorear Tafilah. Fendi poco después envió 200 soldados para ayudar a Qoblan, pero se encontraron con una fuerza de 2000 fusileros en dromedarios. Sin embargo, durante el largo paro, la gente de Al-Kerak estuvo virtualmente bajo asedio y rápidamente se quedó sin comida y cada vez estaba más descontento, sintiendo esto, Al-Majalli fue en secreto a Fendi en la noche para declarar personalmente su rendición a y acordó pagar reparaciones a todos los perjudicados en el conflicto, incluida la restitución del hijo de Al-Huara como Jefe de Al-Tafilah.
En 1868, un misionero anglicano, FA Klein, fue acompañado por Sattam bin Fendi por orden de Fendi para mostrarle la Mesha Stele, que antes era desconocida para el mundo occidental. La piedra data del 840 a. C. y describe una guerra entre el antiguo Reino de Moab y el antiguo Reino de Israel. Hoy la piedra se puede encontrar en el Museo del Louvre, París.

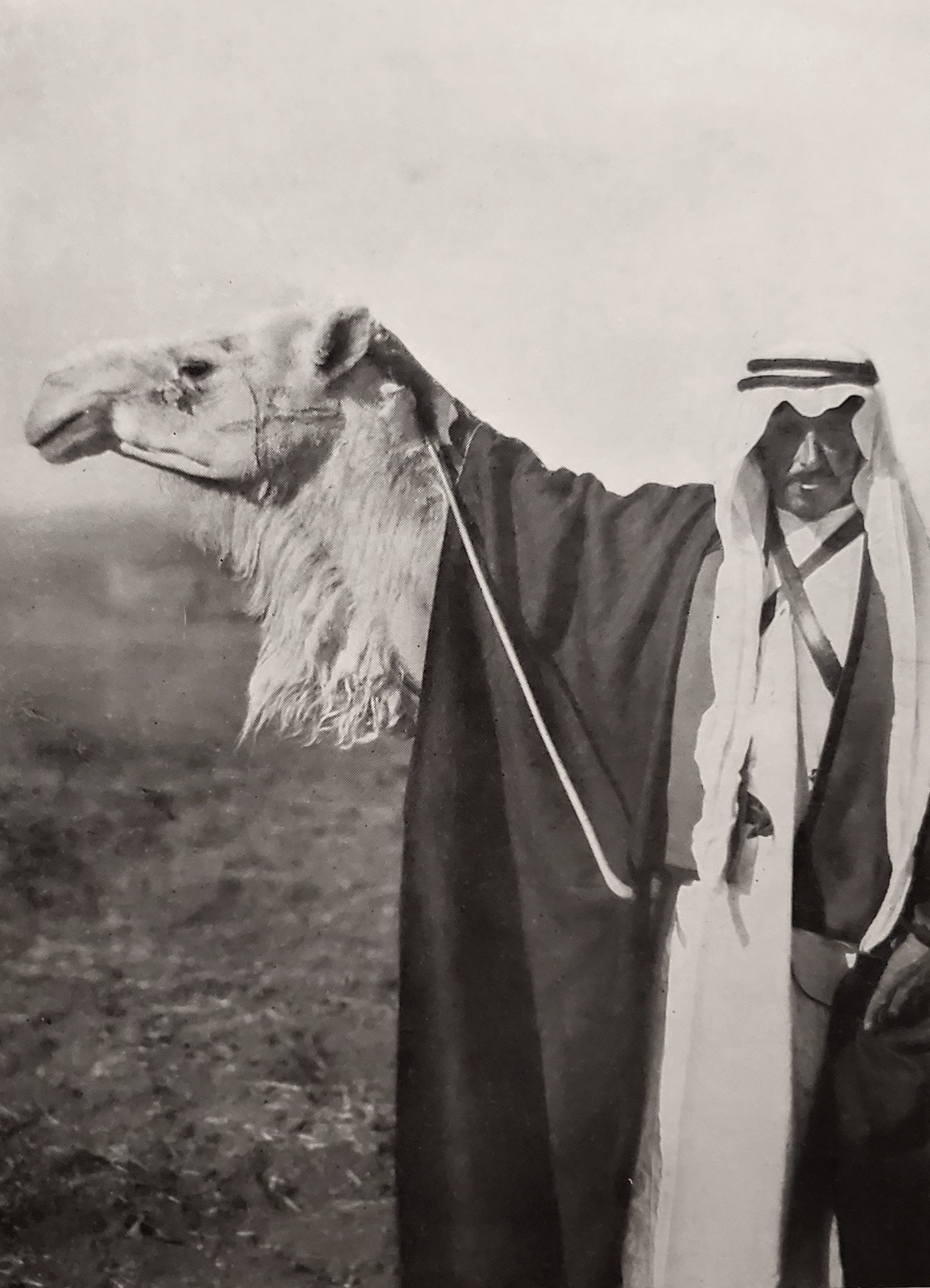
Jeque supremo Mithqal Pasha Al-Fayez, 1925

Después de la muerte de Sattam en 1891, se desarrolló otra crisis de sucesión con el hijo de Sattam, Fayez bin Sattam, compitiendo por suceder a su padre, en oposición a su tío Talal bin Fendi. Talal finalmente fue reconocido como jeque de jeques de Beni Sakher. Los otomanos invitaron tanto a Fayez como a Talal a Estambul para arbitrar una reconciliación que resultó exitosa. Durante su visita, Talal recibió el título de Pasha con un salario mensual y luego se convertiría en Belyerbey. Durante su reinado de 18 años, Talal disfrutó de relaciones amistosas con los otomanos en sus últimos años con tensiones por la construcción del ferrocarril Hijaz, que no solo atravesaba muchas de las tierras privadas de la familia, sino que también destruiría sus ingresos como protectores de Hajj Caravans y proveedores. de camellos y provisiones. Talal negoció con los otomanos, donde acordaron seguir pagando las caravanas Hajj y también pagarle a la tribu por la protección del ferrocarril Hijaz. En 1908, Talal dejó de recibir pagos de los otomanos y su viaje a Damasco para quejarse coincidió con el comienzo de la revolución de los Jóvenes Turcos.

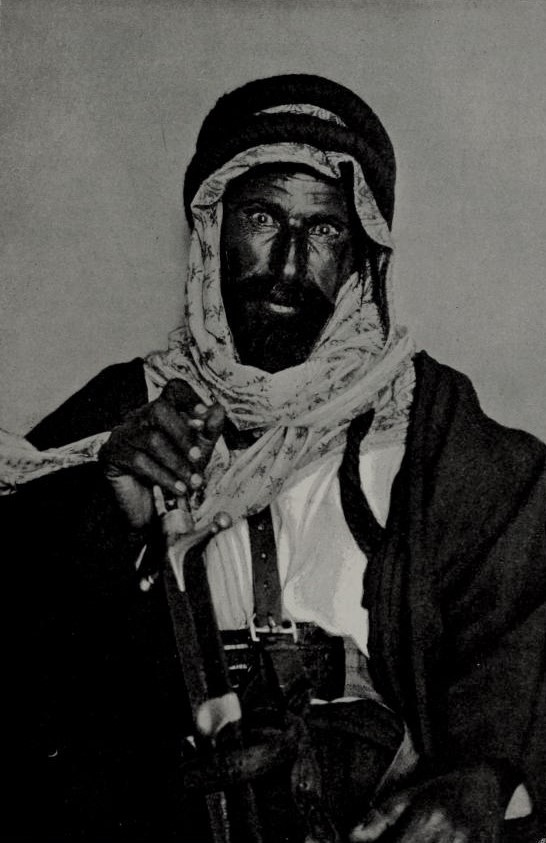
Beylerbey Talal Al Fayez, 1907

Talal sería sucedido por Fawaz bin Sattam en 1909, el hermano mayor de Mithqal. Fawaz, quien fue reconocido por los otomanos como Sheikh de Shiekhs y actuaría como representante oficial del imperio, se enfrentaría a un Mithqal rebelde que desafió la autoridad otomana sobre las tierras fértiles cultivadas. Para entonces, la nueva administración otomana estaba promulgando nuevas leyes de reclutamiento que incluso incluían a los miembros de las tribus. Mithqal abandonó su reclamo sobre la tierra después de negociaciones pacíficas entre las dos partes y un acuerdo de 200 ovejas para Mithqal. Para 1913, Mithqal actuaría como la mano derecha y comandante militar de Fawaz y disfrutaría de una parte del liderazgo de Beni Sakher.
Después de la muerte de Fawaz en 1917, su hijo Mashour, que tenía una educación damascena, sucedería a su padre. Mashour fue reconocido por los otomanos como Sheikh de Shiekhs, y Mithqal, que era mayor, fue compensado por los otomanos con el título de Pasha para convertirse en el último Pasha real en Jordania con un título sancionado por el Sultán. En 1920, Mashour fue reconocido como gobernador de Jiza y ocuparía el cargo hasta su muerte en una batalla inter tribal en 1921. Mithqal, que acogió a Abdullah bin Hussein en Jiza, fue reconocido como Sheikh de Sheikhs de Beni Sakher en el nuevo Emirato de Transjordania sin oposición.
En 1923, durante la rebelión de Adwan, Mithqal Al-Fayez lideró a Beni Sakher contra Adwan y en pleno apoyo del Emir Abdullah, con el resultado de la derrota de las fuerzas de Adwan con algunos hechos prisioneros y exiliados.

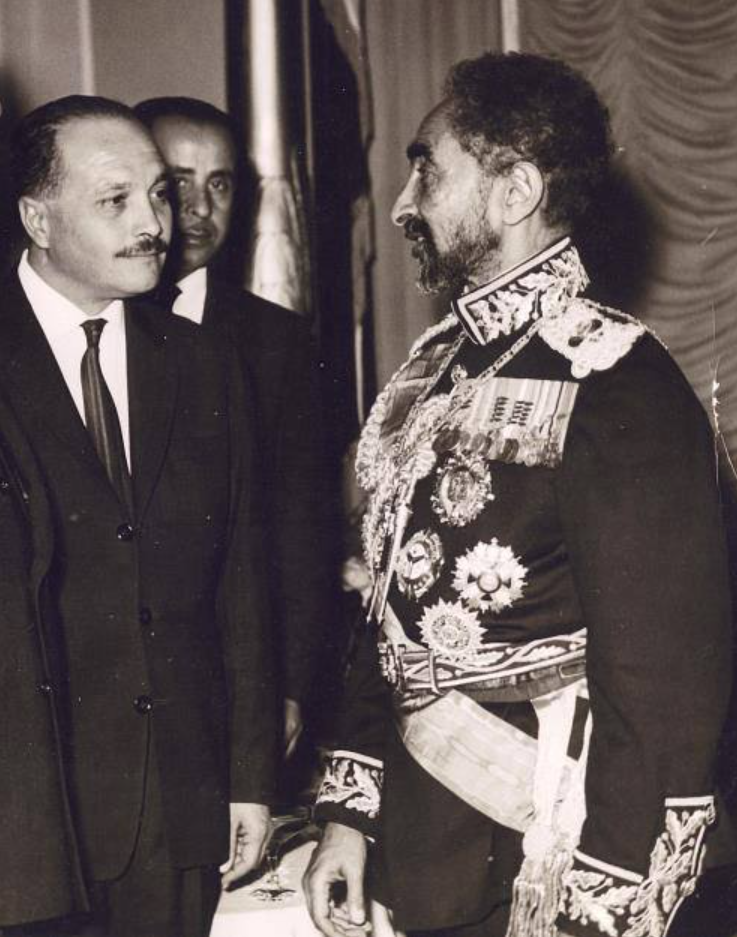
Sheikh Akef con el emperador Haile Selassie I de Etiopía, 1966

### SigloXXI-presente
En 2004, SE Faisal Al-Fayez se convirtió en Primer Ministro de Jordania.
En 2018, un miembro de la familia Al-Fayez, Zaid Mohammad Sami Al-Fayez, fue atacado en público por Emad Shawabkeh y otros 7 asaltantes. El conflicto fue resuelto por líderes tribales de ambos bandos y los agresores se encuentran bajo custodia policial.
En 2020, HE Amer Trad Al-Fayez se convirtió en presidente y presidente de Al Abdali .

## jefes de la casa
Los Al-Fayez han elegido habitualmente a un jefe de la casa (Sheikh), generalmente conforme a la costumbre beduina de conferir el papel al hijo mayor (Albikir) del jefe actual, sin embargo, a lo largo de su larga historia hubo algunas excepciones a esta tradición. . Tenga en cuenta que el jefe de Al-Fayez también sería el jefe o co-jefe (con el jefe de la Casa de Khraisha) del clan Bani Sakher, ya que Al-Fayez es la casa principal del clan.
|     | Nombre           | Título(s) | De                      | Hasta                   | Relación con el predecesor                         |
| --- | ---------------- | --- | ----------------------- | ----------------------- | -------------------------------------------------- |
| 1.º | Abbas Al-Fayez   | - Jeque | c1810                   | c1835                   | Hijo de Awad Al-Fayez                              |
| 2.º | Fendi Al Fayez   | - Emir - Viejo Rey - Jeque                                                                                    | c1840s                  | 1879                    | Hijo de Abbas Al-Fayez                             |
| 3.º | Satm Al Fayez    | - Jeque | 1879                    | mayo de 1881            | Hijo de Fendi Al-Fayez                             |
| 4.º | Sattam Al Fayez  | - Agha - Emir de Al-Jizah - Bajá - Jeque                                                                      | septiembre de 1881      | 1890                    | Hermano menor de Satm Al-Fayez                     |
| 5.º | Talal Al Fayez   | - Amir Al Umara - Bajá - Jeque                                                                                | 1890                    | 1909                    | Hermano de Sattam Al-Fayez                         |
| 6.º | Fawaz Al Fayez   | - Emir - Jeque                                                                                                | 1909                    | 1917                    | Sobrino de Talal Al-Fayez, hijo de Sattam Al-Fayez |
| 7.º | Mashour Al Fayez | - Jeque | 1917                    | 30 de abril de 1921     | Hijo de Fawaz Al-Fayez                             |
| 8   | Mithqal Al Fayez | - Bajá - Jeque de Jeques - Jeque - Qadi                                                                       | 31 de abril de 1921     | 15 de abril de 1967     | Tío de Mashour, hijo de Sattam Al-Fayez            |
| 9   | Akef Al Fayez    | - Jeque de Jeques - Jeque - Portavoz de la Cámara de Representantes - Ministro                                | 16 de abril de 1967     | 8 de abril de 1998      | Hijo de Mithqal Al-Fayez                           |
| 10  | Sami Al Fayez    | - Jeque de Jeques - Jeque - Qadi                                                                              | 16 de abril de 1998     | 19 de noviembre de 2012 | Hermano de Akef Al-Fayez                           |
| 11  | Faisal Al Fayez  | - Jeque de Jeques - Jeque - Primer ministro - Portavoz de la Cámara de Representantes - presidente del senado | 20 de noviembre de 2012 | presente                | Sobrino de Sami Al-Fayez e hijo de Akef Al-Fayez   |

## Figuras notables
siglo 17:
- Muhammad Al Fayez

siglo 18:
- Awad Al Fayez
- Abbas Al Fayez
- Qa'dan Al Fayez
- Hamed Qa'dan Al-Fayez

Siglo 19:
- HG Fendi Al Fayez
- HG Sattam Al-Fayez (Emir y jefe tribal)
- HG Nawaf Fendi Al-Fayez (Emir)
- Suleiman Al Fayez[15]
- Satm Fendi Al-Fayez (jefe tribal)
- Sahan Fendi Al-Fayez (Juez)
- Eid Suleiman Al Fayez
- Shleish Al Bakhit Al-Fayez

siglo 20:
- HG Mithqal Al Fayez (jefe tribal, político, comandante en combate)[16]
- HG Talal Fendi Al-Fayez (Beylerbey y jefe tribal)
- HG Fawaz Sattam Al-Fayez (Emir y jefe tribal)
- HE Akef Al-Fayez (jefe tribal y político)
- Zaid Mithqal Al-Fayez (oficial superior del primer ministro)
- Mashour Fawaz Al-Fayez (jefe tribal)

Siglo XX-presente:
- SE Faisal Al-Fayez (Primer Ministro, Presidente del Senado, Presidente de la Cámara de Representantes )
- HE Amer Al-Fayez (Presidente de Al-Abdali, Jefe de Protocolo Real, rango ministerial)[17]
- HE Trad Al-Fayez (Ministro de Agricultura, Embajador, Senador)
- HE Eid Al-Fayez (Ministro del Interior, Estado y Trabajo)
- HE Nayef Al-Fayez (Ministro de Turismo, Comisionado Jefe de ASEZA, Presidente de la Corporación de Desarrollo de Aqaba)[18]
- SE Nayef Hayel Al-Fayez (Ministro de Salud, MP)
- SE Daifallah Ali Al-Fayez (Embajador de Jordania ante los Países Bajos y Estonia)[19]
- Sami Al-Fayez (jefe tribal y senador)
- Tayil Al-Fayez (Presidente del Club Olímpico de Jordania)
- Mohammad Enad Al-Fayez (diputado)
- Alanoud Al-Fayez (exesposa del rey ِAbdulaziz )
- Hakem Al-Fayez (Político)
- Thamer Al Fayez (MP)
- Hind Al Fayez (MP)
- Habis Sami Al-Fayez (MP)[20]
- Bassam Al Fayez (MP)